# Noroeste da Inglaterra
O Noroeste da Inglaterra (North West England, em inglês) é uma das nove regiões oficiais da Inglaterra. O ponto o mais elevado na região é Scafell Pike, em Cúmbria, em 978m (também o ponto o mais elevado da Inglaterra).
Dois conurbações grandes são Liverpool e Manchester, que dominam o sul da região. O norte (assim Lancashire do norte e Cúmbria) é geralmente rural.

## Administração local
A região oficial consiste nas seguintes subdivisões:
| Mapa                            | Condado cerimonial           | Condado / unitário | Distrito Metropolitano/Não-metropolitano |
| ------------------------------- | ---------------------------- | --- | ---------------------------------------- |
|                                 | Cheshire                     | 1. Cheshire East U.A. | 1. Cheshire East U.A.                    |
| 2. Cheshire West e Chester U.A. | Cheshire                     | |                                          |
| 3. Halton U.A.                  | Cheshire                     | |                                          |
| 4. Warrington U.A.              | Cheshire                     | |                                          |
| 5. Cúmbria                      | 5. Cúmbria                   | a) Barrow-in-Furness, b) South Lakeland, c) Copeland, d) Allerdale, e) Eden, f) Carlisle                                                                          |                                          |
| 6. Grande Manchester *          | 6. Grande Manchester *       | a) Bolton, b) Bury, c) Manchester, d) Oldham, e) Rochdale, f) Salford, g) Stockport, h) Tameside, i) Trafford, j) Wigan                                           |                                          |
| Lancashire                      | 7. Lancashire †              | a) West Lancashire, b) Chorley, c) South Ribble, d) Fylde, e) Preston, f) Wyre, g) Lancaster, h) Ribble Valley, i) Pendle, j) Burnley, k) Rossendale, l) Hyndburn |                                          |
| Lancashire                      | 8. Blackpool U.A.            | |                                          |
| Lancashire                      | 9. Blackburn com Darwen U.A. | |                                          |
| 10. Merseyside *                | 10. Merseyside *             | a) Knowsley, b) Liverpool, c) St. Helens, d) Sefton, e) Wirral |                                          |

*condado metropolitano
Depois da abolição dos Conselhos da Grande Manchester e do Condado de Merseyside em 1986, o poder foi transferido para os Borough Metropolitanos, tornando-os, de facto, Autoridades Unitárias. Em Abril de 2011, a Grande Manchester recebeu o estatuto de primeiro nível administrativo na forma da Autoridade Combinada da Grande Manchester, o que significa que os 10 Borough da Grande Manchester são, de novo, autoridades de segundo nível.